# Митан (Нгоклак)
Митан (вьет. Mỹ Tân) — община в уезде Нгоклак, провинция Тханьхоа, Вьетнам .

## География
Община имеет площадь 24,92 км². Рельеф горный.
Граничит на юге с общинами Ванам и Каонгок; на западе — с общинами Донглыонг и Зяоан уезда Лангтянь; на востоке — с городом Нгоклак; на севере — с общиной Тхюишон и городом Нгоклак.

## Население
Община населена представителями народов мыонг (98,5 % населения), кинь (вьеты) и тхай.
| 1999 | 2021 |
| ---- | ---- |
| 4678 | 5570 |

## Экономика
Митан — бедная община с плохим экономическим положением. В 2010—2022 годах на благосостоянии общины негативно сказались засухи, наводнения, эпизоотии, рост цен на электроэнергию, топливо и удобрения, снижение цен на сельскохозяйственную продукцию. Экономическом развитию также мешает отсутствие хороших дорог между деревнями.
Тем не менее, в 2021 году община смогла выполнить все 19 требований «новых сельских стандартов» (NTM). Доля бедных домохозяйств снижена до 5%.
В 2021 году средний доход жителей составил 46,2 млн донгов на человека в год.